# Cloppenburg (distrito)
Cloppenburg é um distrito (Kreis ou Landkreis) da Alemanha localizado no estado de Baixa Saxônia. Faz divisa (a partir do norte em sentido horário) com os distritos de Ammerland, Oldemburgo, Vechta, Osnabrück, Emsland e Leer.

## História
A região era parte do condado de Tecklenburg nos tempos medievais. Foi então por um longo período (1400-1803) de propriedade do bispo de Münster. Em 1803, foi anexada por Oldenburg e permaneceu como parte de Oldenburg até 1945. O distrito foi criado em 1933.

## Geografia
O distrito compreende a porção ocidental da região histórica chamada Oldenburgisches Münsterland, que significa "terras de Oldenburg anteriormente detidas pelo Münster". É um campo comum, que originalmente era pantanoso e cheio de pequenos rios e riachos.

## Cidades e municípios
| Cidades                                  | Municípios                                       |                                                           |
| ---------------------------------------- | ------------------------------------------------ | --------------------------------------------------------- |
| 1. Cloppenburg 2. Friesoythe 3. Löningen | 1. Barßel 2. Bösel 3. Cappeln 4. Emstek 5. Essen | 1. Garrel 2. Lastrup 3. Lindern 4. Molbergen 5. Saterland |